# Jarosław Kubicki
Jarosław Kubicki (ur. 7 sierpnia 1995 w Lubinie) – polski piłkarz występujący na pozycji pomocnika polskim klubie Górnik Zabrze.

## Kariera klubowa

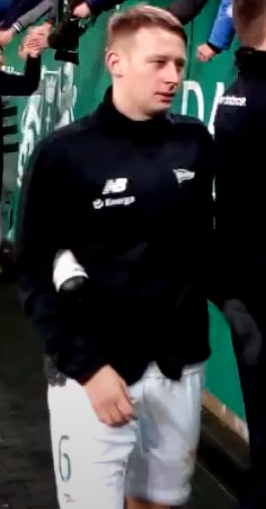
Kubicki w 2018 w barwach Lechii Gdańsk

Jest wychowankiem Zagłębia Lubin. W drużynie juniorów grał od najmłodszych lat, aż do sezonu 2013/14, gdy został przeniesiony do pierwszej drużyny. Jego przygoda w seniorskiej piłce zaczęła się od dwóch porażek i spadku do I ligi. Sezon później wraz z Zagłębiem ponownie awansował do Ekstraklasy zdobywając mistrzostwo I ligi. 
1 lipca 2018 roku podpisał kontrakt z Lechią Gdańsk.  W sezonie 2018/19, razem z Lechią Gdańsk zdobył Puchar Polski, a dwa miesiące później Superpuchar Polski.
W sezonie 2023/2024 wraz z Jagiellonią Białystok zdobył mistrzostwo Polski.
28 maja 2025 został zawodnikiem Górnika Zabrze .

## Sukcesy

### Zagłębie Lubin
- Mistrzostwo I ligi (1×): 2014/2015

### Lechia Gdańsk
- Puchar Polski (1×): 2018/2019
- Superpuchar Polski (1×): 2019

### Jagiellonia Białystok
- Mistrzostwo Polski: 
  -  2023/24
- Superpuchar Polski (1×): 2024[6]

## Statystyki
(aktualne na koniec sezonu 2024/2025)
| Klub                  | Sezon              | Liga               | Liga  | Liga   | Puchar kraju | Puchar kraju | Europa | Europa | Suma  | Suma   |
| Klub                  | Sezon              | Liga               | Mecze | Bramki | Mecze        | Bramki       | Mecze  | Bramki | Mecze | Bramki |
| --------------------- | ------------------ | ------------------ | ----- | ------ | ------------ | ------------ | ------ | ------ | ----- | ------ |
| Zagłębie Lubin        | 2013/14            | Ekstraklasa        | 2     | 0      | –            | –            | –      | –      | 2     | 0      |
| Zagłębie Lubin        | 2014/15            | I liga             | 20    | 0      | 1            | 0            | –      | –      | 21    | 0      |
| Zagłębie Lubin        | 2015/16            | Ekstraklasa        | 28    | 4      | 3            | 0            | –      | –      | 31    | 4      |
| Zagłębie Lubin        | 2016/17            | Ekstraklasa        | 34    | 1      | –            | –            | 6      | 0      | 40    | 1      |
| Zagłębie Lubin        | 2017/18            | Ekstraklasa        | 26    | 1      | 4            | 1            | –      | –      | 30    | 2      |
| Zagłębie Lubin        | Ogólnie            | Ogólnie            | 110   | 6      | 8            | 1            | 6      | 0      | 124   | 7      |
| Lechia Gdańsk         | 2018/19            | Ekstraklasa        | 35    | 4      | 6            | 0            | –      | –      | 41    | 4      |
| Lechia Gdańsk         | 2019/20            | Ekstraklasa        | 27    | 0      | 5            | 0            | 1      | 0      | 20    | 1      |
| Lechia Gdańsk         | 2020/21            | Ekstraklasa        | 28    | 1      | 3            | 0            | –      | –      | 31    | 1      |
| Lechia Gdańsk         | 2021/22            | Ekstraklasa        | 30    | 2      | 2            | 0            | –      | –      | 32    | 2      |
| Lechia Gdańsk         | 2022/23            | Ekstraklasa        | 31    | 2      | 2            | 0            | 4      | 0      | 37    | 2      |
| Lechia Gdańsk         | Ogólnie            | Ogólnie            | 151   | 9      | 18           | 0            | 5      | 0      | 161   | 10     |
| Jagiellonia Białystok | 2023/24            | Ekstraklasa        | 27    | 1      | 3            | 0            | –      | –      | 30    | 1      |
| Jagiellonia Białystok | 2024/25            | Ekstraklasa        | 34    | 5      | 2            | 1            | 18     | 0      | 54    | 6      |
| Jagiellonia Białystok | Ogólnie            | Ogólnie            | 61    | 6      | 5            | 1            | 18     | 0      | 84    | 7      |
| Ogólnie w karierze    | Ogólnie w karierze | Ogólnie w karierze | 322   | 21     | 31           | 2            | 29     | 0      | 371   | 21     |